# Olea maderensis
El acebuche salvaje de Madeira (Olea maderensis) es un árbol endémico del archipiélago de  Madeira.

## Sistemática
Previamente, se consideraba que era una subespecie de olivo europeo propia de Canarias y Madeira (Olea europaea subsp. cerasiformis) o una subespecie propia únicamente de Madeira (Olea europaea subsp. maderensis). Sin embargo, desde 2002 se consideran especies independientes tanto al olivo de Madeira (Olea maderensis) como al olivo canario (Olea cerasiformis).